# Mulliken
Mulliken es una villa ubicada en el condado de Eaton en el estado estadounidense de Míchigan. En el Censo de 2010 tenía una población de 553 habitantes y una densidad poblacional de 204,52 personas por km².

## Geografía
Mulliken se encuentra ubicada en las coordenadas 42°45′47″N 84°53′47″O / 42.76306, -84.89639. Según la Oficina del Censo de los Estados Unidos, Mulliken tiene una superficie total de 2.7 km², de la cual 2.7 km² corresponden a tierra firme y (0%) 0 km² es agua.

## Demografía
Según el censo de 2010, había 553 personas residiendo en Mulliken. La densidad de población era de 204,52 hab./km². De los 553 habitantes, Mulliken estaba compuesto por el 96.56% blancos, el 0% eran afroamericanos, el 0.18% eran amerindios, el 0% eran asiáticos, el 0% eran isleños del Pacífico, el 0.9% eran de otras razas y el 2.35% pertenecían a dos o más razas. Del total de la población el 3.07% eran hispanos o latinos de cualquier raza.